# Michael Kessel
Michael Kessel (* 28. August 1984) ist ein deutscher Fußballspieler.

## Karriere
2003 wechselte Kessel von Höhenhaus zum FC Junkersdorf. Er spielte in der Oberliga Nordrhein, bevor er 2005 zum Ligakonkurrenten Borussia Mönchengladbach II wechselte. Er stieg in seiner ersten Saison 2005/06 gleich in die Regionalliga auf. Nach dem direkten Wiederabstieg der Mannschaft ging er zum FC Germania Dattenfeld, dem heutigen TSV Germania Windeck. Dreimal (2009, 2010 und 2011) gewann er mit dem Verein den Mittelrheinpokal.
Nachdem Windeck 2011 auf den Aufstieg in die Regionalliga verzichtet und das Team zurückgezogen hatte, wechselte er zum SC Fortuna Köln, der aufgrund des Rückzugs von Windeck, als Dritter der Tabelle in die Regionalliga West aufsteigen durfte. Mit Fortuna Köln gewann er 2013 erneut den Mittelrheinpokal und stieg in der Saison 2013/14 in die 3. Liga auf. Nach acht Jahren bei der Fortuna, davon fünf in der 3. Liga, beendete Kessel nach der Saison 2018/19 vorerst seine Profikarriere.
In der Saison 2019/20 wechselte er zur gerade in die Landesliga aufgestiegenen SpVg Porz.

## Erfolge
- Meister der Oberliga Nordrhein und Aufstieg in die Regionalliga West:
  - 2005/06 mit Borussia Mönchengladbach II

- Mittelrheinpokal-Sieger:
  - 2009 mit dem FC Germania Dattenfeld
  - 2010 mit dem TSV Germania Windeck
  - 2011 mit dem TSV Germania Windeck
  - 2013 mit dem SC Fortuna Köln

- Meister der Regionalliga West und Aufstieg in die 3. Liga:
  - 2013/14 mit dem SC Fortuna Köln